# Hugo von Sydow
Kristian Hugo von Sydow, född 16 juli 1861 i Växjö, död 8 augusti 1930 i Vänersborg, var en svensk jurist och konsultativt statsråd.
Efter studentexamen vid Katedralskolan i Lund inskrevs von Sydow samma år vid Lunds universitet där han blev filosofie kandidat 1884 och avlade hovrättsexamen 1886. Efter examen innehade han olika befattningar vid först Skånska hovrätten och senare Svea hovrätt. Vid den sistnämnda blev von Sydow 1894 fiskal och 1896 assessor. Från 1898 var han revisionssekreterare (först tillförordnad, från 1902 ordinarie) i Nedre justitierevisionen och var därtill tillförordnad ledamot av lagbyrån 1901 och ledamot av lagberedningen 1903–1904. Sistnämnda år utsågs han till häradshövding i Nordals, Sundals och Valbo domsaga i Älvsborgs län.
von Sydow gjorde 1909–1911 ett avbrott i den juridiska banan som konsultativt statsråd i Arvid Lindmans första regering. Därefter återgick han till det juridiska och blev 1918 tillförordnad vattenrättsdomare i Västerbygdens vattendomstol. von Sydow var också ledamot av kyrkomötena 1915, 1918 och 1920 samt landstingsledamot. Han utgav ett antal juridiska skrifter, bland annat rörande det vattenrättsliga begreppet kungsådra. von Sydow blev riddare av Nordstjärneorden 1902 och kommendör av första klassen av samma orden 1910.
Hugo von Sydow var son till häradshövdingen Johan Fredrik von Sydow (1826–1885) och Ida Alexia Elisabeth Edgren (1829–1909) samt yngre bror till häradshövdingen Ernst von Sydow (1859–1930) och äldre bror till direktör Hjalmar von Sydow (1862–1932). Han var från 1898 gift med sin släkting Anna Carolina (Nanna) von Sydow (1868–1946), född i Halmstad som dotter till apotekaren Carl Fredrik von Sydow (1832–1904) och Wilhelmina Matilda Carolina Åbjörnsson (1838–1908). Hugo von Sydow är begraven på Strandkyrkogården i Vänersborg.